# Panquerina
Panquerina es una variedad cultivar de manzano (Malus domestica) Esta manzana es originaria de Asturias y es una de las 76 variedades de manzana que se incluyen en la D.O.P. Sidra de Asturias. Está cultivada en la colección de manzanos asturianos del SERIDA.

## Sinonimia
- "Manzana Panquerina"[4]

## Características
El manzano de la variedad 'Panquerina' tiene un vigor medio a reducido. Silueta de la estructura de ramificación (sistema de formación en eje): 11 a 6. Tipo de fructificación: II.
Época de inicio de floración (promedio periodo 2005-2009): De floración intermedio-tardía, principios de la tercera decena de abril.
La variedad de manzana Panquerina tiene un fruto de tamaño pequeño a mediano, con una forma aplanada globulosa y algunos truncada cónica, con una altura de 56 mm, y una anchura de 66-70 mm; con una relación altura-diámetro bastante aplanada de 0,76-0,85; posición del diámetro máximo en el medio o hacia el pedúnculo. Pruina de la epidermis ausente, siendo la textura de la epidermis lisa, estado ceroso de la epidermis débil; color de fondo de la epidermis amarillo o amarillo blanquecino y algunos amarillo verdoso, extensión del sobrecolor alta a media; color del sobrecolor rojo y naranja marrón con estrías rojas, con una intensidad de sobrecolor media, tipo color de superficie en placas continuas con estrías, y con una cantidad de "russeting" (pardeamiento áspero superficial que presentan algunas variedades) ausente o muy baja a baja.
Acostillado interior de la cubeta ocular medio a fuerte y algunos débil; coronamiento final del cáliz también llamado perfil de cubeta es ondulado, apertura del ojo es cerrado y algunos algo abierto, y tamaño del ojo es mediano; profundidad de la cubeta ocular es media o profunda, y la anchura de la cubeta ocular es media, y la cantidad de "russeting" en cubeta ocular es ausente o muy baja a baja. Longitud de los sépalos son largos (>5 mm).
Longitud del pedúnculo muy corto (≤10 mm), espesor del pedúnculo es mediano, profundidad cubeta peduncular es profunda a media, y la anchura de la cubeta peduncular es ancha, y la cantidad de "russeting" en la cubeta peduncular es alta a media. Relación cubeta ocular-cubeta peduncular es cilíndrica y alguna troncónica.
Densidad de las lenticelas escasas, tamaño de las lenticelas es pequeño, siendo el color núcleo de la lenticela marrón, sin aureola. Color de la pulpa crema; apertura de lóculos en sección transversal, están algunos algo abiertos o cerrados.
Maduración de finales de la primera a la segunda década de octubre.

## Rendimientos de producción
Producción: Entrada en producción rápida, cuando alcanza la plena producción ésta es >30 t/ha pero muy alternante (contrañada).
Rendimiento en mosto (l/100 kg): 70,3 ± 2,4. Azúcares totales (g/l): 96,2 ± 1,7. Acidez total (g/l H2SO4): 4,3 ± 0,6. pH: 3,4 ± 0,2. Fenoles totales (g/l ac. Tánico): 1,2 ± 0,3. Grupo tecnológico: Semiácido.

## D.O.P.Sidra de Asturias
La Denominación de Origen Protegida (D.O.P.) sidra de Asturias se ha de elaborar exclusivamente con manzanas procedentes de parcelas asturianas inscritas en el “Consejo Regulador de la Denominación de Origen”, que es el organismo oficial que según el artículo 10 del reglamento (CEE 2081/92) acreditado para certificar que una sidra cumpla los requisitos establecidos en su reglamento para ser “Sidra de Asturias”.
En la actualidad (2018) cuenta con 31 lagares, 322 cosecheros y 843 hectáreas registradas y auditadas.

## Sensibilidades
- Oidio: ataque débil
- Moteado: ataque medio
- Momificado: ataque muy débil[9]
- Chancro del manzano: ataque fuerte.[5][10]